# 恵比寿マスカッツ殺人事件〜歌って踊って殺されて〜THE 1st STAGE
「恵比寿マスカッツ殺人事件〜歌って踊って殺されて〜THE 1st STAGE」（えびすマスカッツさつじんじけん うたっておどってころされて ザ ファースト ステージ）は、恵比寿マスカッツ初のライブビデオ。

## 概要
シングル「チヨコレイト/かわいい甲子園」と同時発売。

## 収録曲

### DISC1
1. バナナ・マンゴー・ハイスクール
2. 12の34で泣いてwith涙四姉妹
3. コント1
4. 生スカットテレフォン
5. NEWS Rio
6. アッキーのAXのお知らせ
7. かわいい甲子園 in SHIBUYA-AX
8. 上原カエラのSHOW TIME 「自由」
9. コント2
10. OECURA MAMBO
11. 私マンボー

### DISC2
1. DISC1未収録のリハーサルや1部公演のウラとオモテ (ダイジェスト)
2. 「かわいい甲子園 in SHIBUYA-AX 麻美チーム vs Rioチーム」の熱戦

## スタッフ
- 舞台監督：長谷川裕（ハセちゃんスタジオ）
- 舞台音響：客席側→鈴木慶幸、倉本直利　跳ね返り→渡辺欽章　ステージ→真下美織　（SUNFONIX)
- 舞台照明：操作→渡辺光夫(代表)、鈴木博史　一点操作→佐藤大幹、羽田由紀子　（LIGHT　WAVE）
- 運営：小室丈典(ホットスタッフプロモーション）
- ライブ制作：西ヨシオ、岩澤葉月、山本祥太(ハンズオン・エンタテインメント)
- ライブカメラ：常原宏一郎、水越雄也、松橋萌絵(629ｉｎｃ.）、小村賢司(BRABOO)、堀川伸悟、今村辰也、比嘉誠（IMAGE　DEVICE）、結城真司、藤永あづさ
- ビデオエンジニア：山田尚彦(技術稽古、629ｉｎｃ.）、阿久津守
- 録音：垣内寛美
- カメラ：佐藤久美、伴一誠(629ｉｎｃ.）
- 指示出し：青柳ひろみ(MAXSTAR　FILM）
- 制作：大石亮、田平衛史(MAXSTAR　FILM）
- 音響技術：外崎光一（SUNFHONIX）
- 収録技術：佐々木洋、山崎源太（SUNFHONIX）
- 会場スタッフ：原采佳（SUNFHONIX）
- 器具製作者：宮澤浩二、木下子龍（SUNFHONIX）
- 音質調整：鈴木夢時(ユニバーサルミュージック)
- パッケージ制作：菊池康弘（ｖｉｄｅｏ　ｆａｃｈ）
- 音源編集：ＷＩＮＫ2
- 機材車技術：李秀峰（さがみエンジニアリング）
- 制作車両：629ｉｎｃ.、MAXSTAR　FILM
- 舞台芸術監督：名取正史（ソニー・ミュージックコミュニケーションズ）
- 印刷調整：青木健輔（ソニー・ミュージックコミュニケーションズ）、図司安明(ユニバーサルミュージック)
- 生産責任者：高瀬一将（ユニバーサルミュージック）
- 市場分析：小倉健志（ユニバーサルミュージック）
- ディレクター：田川貴一(MAXSTAR　FILM）
- プロデューサー：衣川悟、千葉寿典(MAXSTAR　FILM）